# Gynoplistia sculpturata
Gynoplistia sculpturata là một loài ruồi trong họ Limoniidae. Chúng phân bố ở miền Australasia.